# 唐狗會
香港唐狗會，成立於2006年10月，是香港首個專為唐狗福利而設的組織，宗旨為糾正香港人普遍歧視唐狗、崇拜名種狗的心態，藉此解決唐狗經常遭棄養的問題。

## 活動
- 遠足[4]
- 狗隻訓練班
- 唐狗大使[5][6]

## 外部連結
- 唐狗會 官方網頁